# Юсуп-Кулакский
Юсу́п-Кула́кский — аул в Ипатовском районе (городском округе) Ставропольского края Российской Федерации.

## Варианты названия
- Юсуп Кулак,
- Юсуп-Кулак[2].

## География
Расстояние до краевого центра: 115 км. Расстояние до районного центра: 35 км.

## История
В 1869 году неподалёку от аула Большой Барханчак образован аул Юсуп-Кулак:257.
В 1920 году Мало-Барханчакская волость с центром в ауле Малый Барханчак, включающая в себя также аулы Верхний Барханчак, Новый Барханчак и Юсуп-Кулак, была в составе Туркменского района Ставропольской губернии и имела площадь 45 806 десятин:282—283.
5 апреля 1941 года в состав Ипатовского района из Туркменского переданы Верхне-Барханчакский, Мало-Барханчакский и Юсуп-Кулакский сельсоветы.
18 июня 1954 года Юсуп-Кулакский сельсовет включён в состав в укрупнённого Лиманского сельсовета.
До 1 мая 2017 года аул входил в упразднённый Лиманский сельсовет.

## Население
| 1896 | 1897 | 1900 | 1902 | 1903 | 1907 | 1925 | 1926 | 1989 |
| ---- | ---- | ---- | ---- | ---- | ---- | ---- | ---- | ---- |
| 539  | ↗586 | ↘459 | ↗543 | ↘540 | ↘498 | ↘493 | ↗494 | ↗640 |
| 2002 | 2010 | 2014 | 2023 |      |      |      |      |      |
| ↗742 | ↗775 | ↗800 | ↘748 |      |      |      |      |      |

Жители преимущественно туркмены (92 %).

## Инфраструктура
- Фельдшерско-акушерский пункт[18]
- Спортзал.

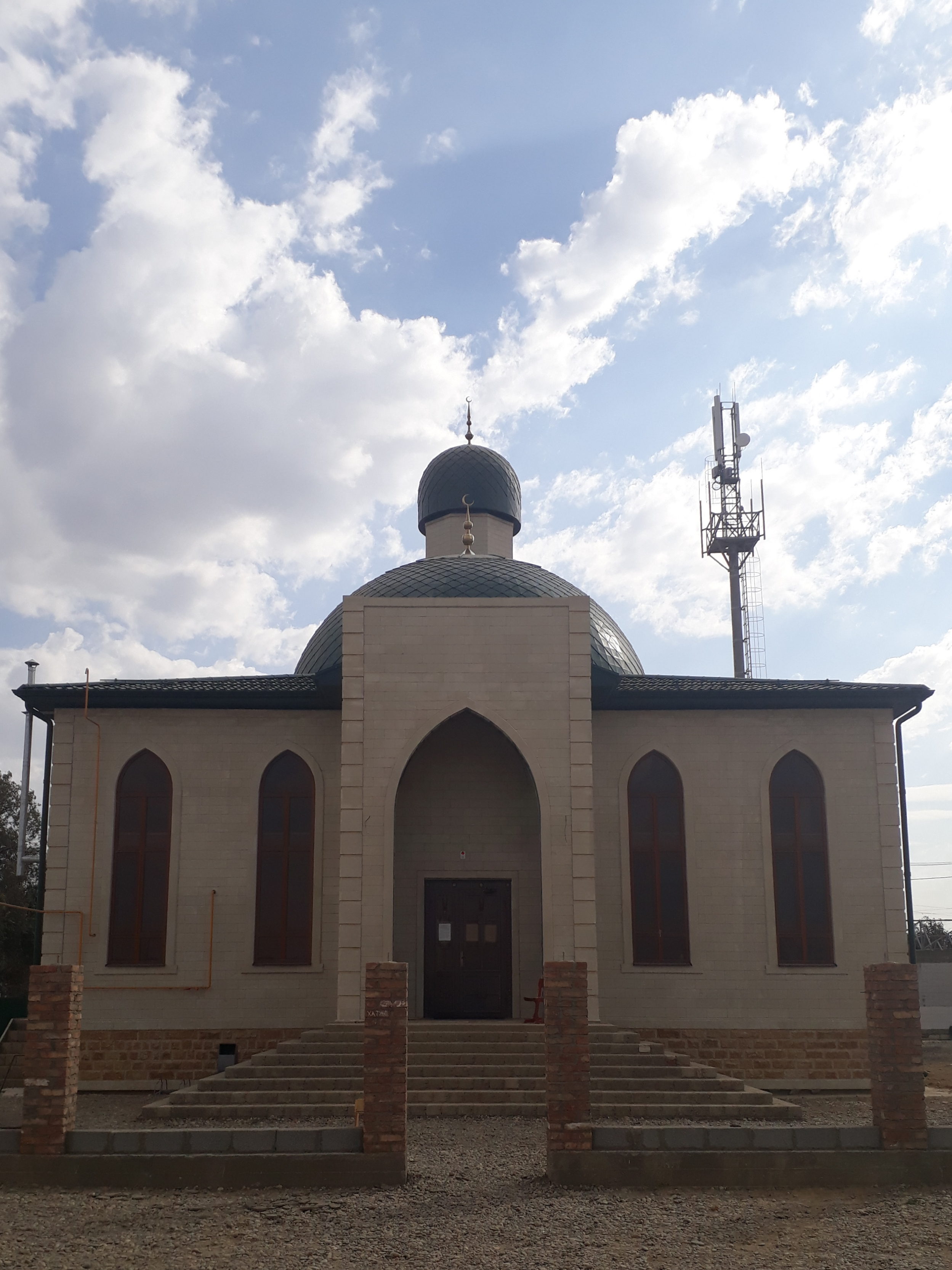
Мечеть

- Кладбище аула Юсуп-Кулакский (общественное открытое). Расположено в 150 м на юг от аула. Площадь 40 тыс. м²[19].
- В 2007 году аул был газифицирован[20].

## Образование
- Детский сад № 27 «Одуванчик» (на 25 мест). Реконструирован в 2013 году[21]
- Средняя полная общеобразовательная школа № 19

## Религия
- Мечеть